# Andrea Bianco
Andrea Bianco (Venezia, XV secolo – XV secolo) è stato un navigatore e cartografo italiano.

## Biografia
I dettagli della vita di Bianco ci sono quasi tutti ignoti. Ci sono solo alcune scarse notizie che appaiono negli archivi.
Risulta iscritto dieci volte alle prove per "ammiraglio" negli anni tra il 1437 e il 1451. Una copia di un suo atlante della biblioteca marciana reca la leggenda: "Andreas. Biancho. deveneciis. me fecit M. CCCC.XXX.VI", mentre una carta nautica alla Biblioteca Ambrosiana ha la legenda "Andrea. Biancho. venician. comito. degalia. mifexe - a londra. M.CCCC.XXXX.VIII".
Bianco è famoso per il suo atlante del mondo pubblicato nel 1436
Esistono anche documenti che indicano che Bianco ha collaborato con Fra Mauro per la creazione del suo mappamondo.

## Opere
Atlante
L'Atlante di Andrea Bianco è composto da dieci foglie di pergamena, che misurano 29 x 38 cm.
Il primo foglio contiene una descrizione della "regola del marteloio"
Una tecnica matematica per calcolare la distanza e l'orientamento in mare in base all'uso di una matrice di valori precalcolati. Questa tecnica veneziana di tracciamento e recupero dei dati è stata chiamata "regole di marteloio" o "raxon del marteloio". Nessuno conosce l'origine di questa parola e cosa significa esattamente, ma si riferisce a una serie di regole applicate da una tabella trigonometrica precalcolata.
Questo primo foglio contiene due tabelle e due altri schemi.
I seguenti nove fogli contengono diversi carte di navigazione.
- Secondo foglio: mappa delle rive del mar Nero.
- Terza foglio: mappa della costa orientale del mar Mediterraneo.
- Quarta foglio: mappa delle coste della parte centrale del mar Mediterraneo.
- Quinto foglio: mappa delle coste di Spagna, Portogallo, Nord Africa e le isole dell'Oceano Atlantico Azzorre, Madeira, Capo Verde e due isole denominate "Antillia" e "Satanaxio", situate più a ovest delle Azzorre.
- Sesto foglio: mappa delle coste del nord della Spagna, Francia, Fiandre e Isole britanniche.
- Settima foglio: mappa della costa del mar Baltico, Danimarca e Scandinavia.
- Ottavo foglio: mappa in scala ridotta, tutte le mappe precedenti che mostrano le coste dell'Europa e quelle del Nord Africa.
- Nona scheda: mappa circolare mondiale di 25 cm di circonferenza.
- Decimo foglio: mappa del mondo tolemaico con la proiezione conica di Tolomeo.